# Bellshill
Bellshill est une ville du North Lanarkshire en Écosse, située dans la banlieue nord de Motherwell et à l'est de Glasgow.

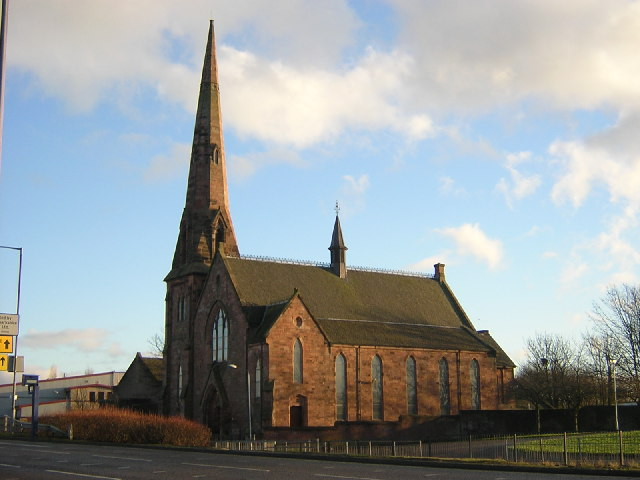
Église de Bellshill

La population était de 30 000 habitants en 2001.

## Culture
Bellshill a connu dans la deuxième moitié des années 1980 une importante scène de rock indépendant. Plusieurs groupes se sont créés dans la ville, The Vaselines, The Soup Dragons, BMX Bandits, The Boy Hairdressers et son successeur, Teenage Fanclub.

## Personnalités
- Ally McCoist, footballeur écossais
- George Reilly, footballeur écossais
- Kirsty Gilmour, joueuse de badminton écossaise